# Kazuyuki Toda
Kazuyuki Toda (jap. 戸田 和幸 Toda Kazuyuki; * 30. Dezember 1977) ist ein ehemaliger japanischer Fußballspieler und heutiger Trainer.

## Karriere

### Spieler
Er spielte kurze Zeit bei Tottenham Hotspur.

### Trainer
Kazuyuki Toda trainierte 2018 die Universitätsmannschaft der Keiō-Universität. Die Saison 2022 war er Trainer und gleichzeitig Technischer Direktor beim Shibuya City FC. Zu Beginn der Saison 2023 unterschrieb er einen Vertrag als Cheftrainer beim Drittligisten SC Sagamihara.